# Gianni Caproni

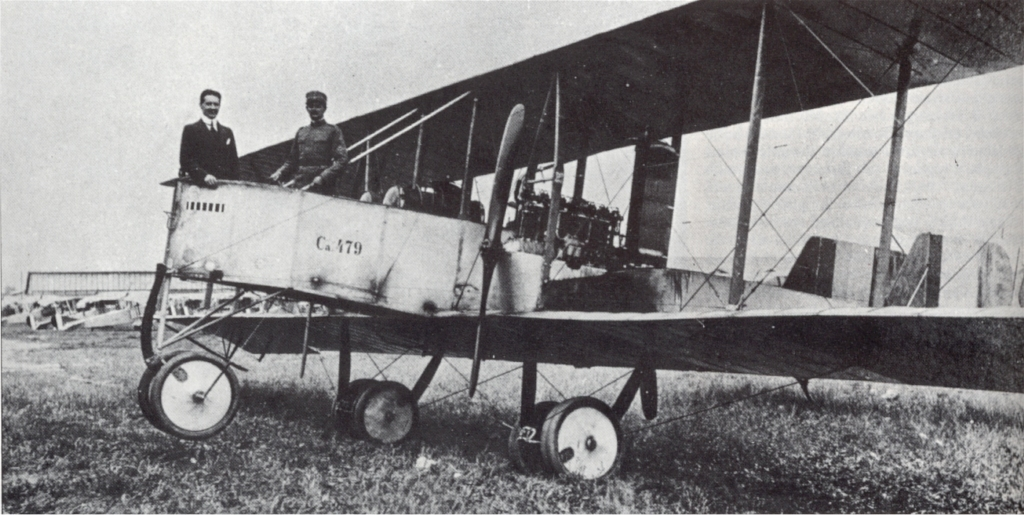
Caproni Ca.32 s Gianni Capronim na palubě

Giovanni Battista Caproni, 1. hrabě z Talieda (3. července 1886 Arco – 27. října 1957 Řím), známý jako „Gianni“ Caproni, byl italský letecký inženýr, stavební inženýr, elektrotechnik a letecký konstruktér, který založil společnost na výrobu letadel Caproni.
Tvůrce prvního italského letadla (1910), prvního bombardéru na světě (1914) a prvního velkého osobního letadla na světě (1920 s osmi motory, přepravující 100 cestujících). Svoje letadla vyráběl ve vlastní společnosti založené v roce 1908 pod názvem Società Italiana Caproni, která později několikrát změnila svůj název.

## Časný život a vzdělání
Caproni se narodil 3. července 1886 v Massone, který byl v té době v Rakousku-Uhersku, ale v roce 1919 se stal součástí Itálie. V roce 1907 získal titul v oboru stavebního inženýrství na Technické univerzitě v Mnichově. O rok později získal doktorát z elektrotechniky na univerzitě v Lutychu.

## Úmrtí a odkaz
Caproni zemřel v Římě 27. října 1957. Jeho ostatky byly přeneseny do jeho rodného města Massone, kde byl pohřben v rodinném hrobě Caproni.
V roce 1983 byl Caproni uveden do Mezinárodní vzdušné a vesmírné síně slávy v San Diego Air & Space Museum.